# Manuel Tames
Manuel Tames är en ort i Kuba. Den ligger i provinsen Provincia de Guantánamo, i den östra delen av landet, 800 km öster om huvudstaden Havanna. Manuel Tames ligger 159 meter över havet och antalet invånare är 14 200.
Terrängen runt Manuel Tames är kuperad åt nordost, men åt sydväst är den platt. Runt Manuel Tames är det ganska tätbefolkat, med 207 invånare per kvadratkilometer. Närmaste större samhälle är Guantánamo, 16,6 km väster om Manuel Tames. Omgivningarna runt Manuel Tames är en mosaik av jordbruksmark och naturlig växtlighet.